# 언양천전리성
언양천전리성(彦陽川前里城)은 울산광역시 울주군 상북면에 있는 성이다. 1998년 10월 19일 울산광역시의 기념물 제19호로 지정되었다.

## 현지 안내문
언양 천전리성은 울주군 상북면 명촌리 해발 297m의 산성산(山城山)의 8부 능선을 따라 돌로 쌓은 테뫼식 산성이다. 성내에서 삼국시대의 토기편이 출토되는 것으로 보아 삼국시대에서 조선시대까지 주로 왜구 방비를 목적으로 축조한 산성으로 추정하고 있다.
『언양읍지(彦陽邑誌)』에는 ‘둘레가 2천 척(尺)이고, 성 안에 우물이 있다.’고 했으며, ‘임진왜란 때에 의병(義兵)들이 주둔했던 곳’이라고 기록되어 있다. 따라서 이 성은 임진왜란 때 언양지역의 의병 활동과 관련하여 매우 중요한 의미가 있는 곳임을 알 수 있다. 현재 남아 있는 성의 둘레는 740m, 높이는 2.8m, 성벽의 너비는 2.7m~3.2m 정도이다.
성벽은 단면이 사다리꼴로서 거의 수직에 가깝게 축조하였으며, 성의 남동쪽은 성벽의 바깥쪽에만 돌로 쌓는 내탁법(內托法)으로, 북서쪽은 내벽과 외벽을 돌로 쌓는 협축법(夾築法)으로 축조되었다. 한편, 산정과 북동쪽 일대에서 초석이 확인되어 이곳에 건물지가 있었을 가능성이 높은 것으로 보고 있다. 북쪽 성벽에서는 수구(水口)가 확인되었는데 성 바깥 방향으로 경사져 있다. 우물지의 경우 성 내부의 서쪽일대에 잘 남아 있으며 아직도 물이 고여 있다.
이 곳 사람들은 이 성을 그 산의 모양이 떡시루를 엎어놓은 것 같다고 해서 ‘시루성’이라고 부르기도 하지만, ‘과부성(寡婦城)’이라고도 부른다. 임진왜란 때 의병들이 이곳에 주둔하여 왜군과 싸우다가 장렬하게 전사하고 부인들만 남았기 때문에 이렇게 불리게 되었다고 한다.

## 참고 자료
- 언양천전리성 - 국가유산청 국가유산포털